# Білл Бредлі
Вільям Воррен «Білл» Бредлі (англ. William Warren «Bill» Bradley; нар. 28 липня 1943, Кристал-Сіті, штат Міссурі) — американський професійний баскетболіст, входить в баскетбольний Зал слави, олімпійський чемпіон 1964 року.
Після закінчення спортивної кар'єри став політиком, впродовж 18 років був сенатором США від штату Нью-Джерсі. Брав участь у президентських виборах 2000 року, претендував на право бути кандидатом від Демократичної партії, програв на праймеріз Альберту Гору, набравши 19,96 % голосів.